# Skardu

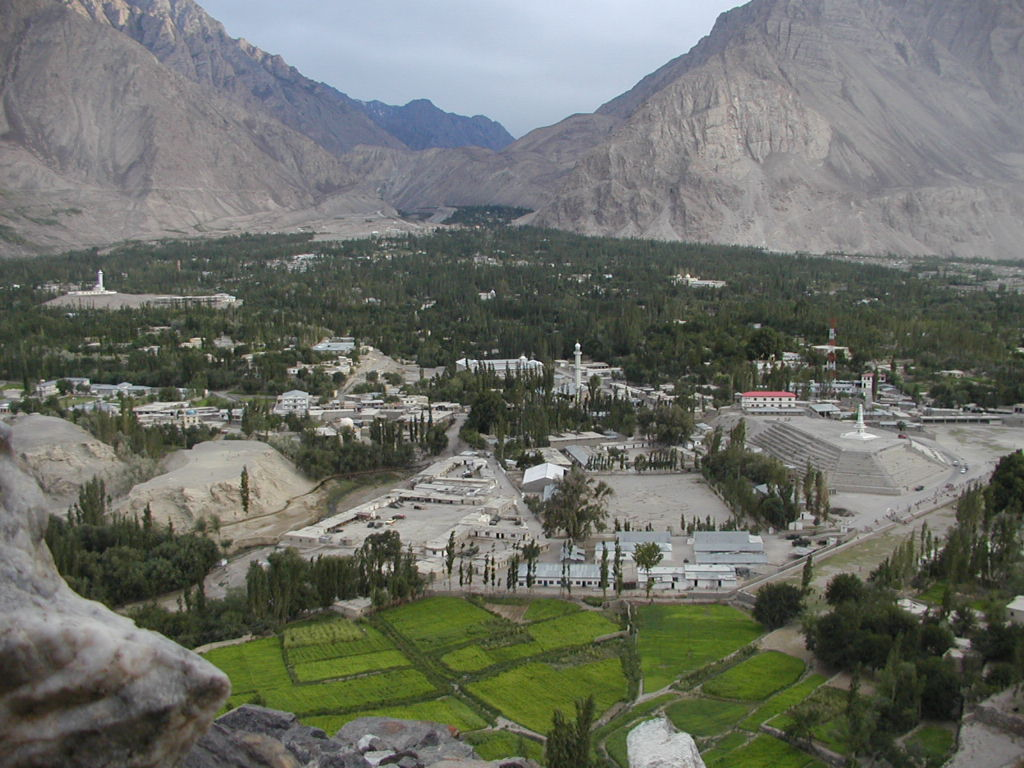
Aussicht von der Festungsruine Kharpocho auf die Stadt Skardu

Skardu (Urdu سکردو) ist der Hauptort der pakistanischen Region Baltistan und die Hauptstadt des Distrikts Skardu, einem der Distrikte, aus denen sich das Sonderterritorium Gilgit-Baltistan (bis 2009: Nordgebiete) in Kaschmir zusammensetzt.
Skardu liegt im 10 km breiten und 40 km langen Skardu-Tal, am Zusammenfluss des Indus (der vorher vom Kailash in Tibet durch das angrenzende Ladakh fließt, bevor er Baltistan erreicht) und des Shigar. Skardu steht auf einem fast 2500 m hoch gelegenen Plateau und wird durch grau-braun-farbige Berge umgeben, die die nahe gelegenen Achttausender des Karakorum verbergen.

## Tourismus, Trekking und Bergexpeditions-Basis
Skardu ist, neben Gilgit, einer der beiden Mittelpunkte des Tourismus sowie für Trekkings und Expeditionen in Gilgit-Baltistan. Das gebirgige Terrain des Gebiets einschließlich der vier Achttausender zieht Touristen, Trekker und Bergsteiger aus der ganzen Welt an. Die Hauptreisezeit erstreckt sich von April bis Oktober, außerhalb dieser Zeit kann das Gebiet über einen längeren Zeitraum durch das schneereiche, eiskalte Winterwetter von der Außenwelt abgeschnitten werden.
Skardu, das nahe gelegene Askole und das Hushe-Tal sind die Haupttore, durch die die Anfahrt zu den schneebedeckten Achttausendern K2, der Gasherbrum-Gruppe und Broad Peak sowie zu den riesigen Gletschern Baltoro, Biafo und Trango erfolgt. Dieser Umstand half Skardu, sich zur bedeutendsten Touristen- und Bergsteigerbasis im gesamten Gebiet zu entwickeln, die über eine umfassende Reiseinfrastruktur einschließlich vieler Geschäfte und Hotels verfügt. Skardu ist über den Flughafen Skardu erreichbar.
Trekks zu der Deosai-Hochebene (4100 m), die nach der Changthang in Tibet die zweithöchste der Welt ist, starten oder enden in Skardu. In der lokalen Sprache Balti wird Deosai Byarsa genannt, was so viel wie „Sommerplatz“ bedeutet. Mit einem Gebiet von etwa 3000 Quadratkilometern erstreckt sich die Prärie bis nach Ladakh und bietet einen Lebensraum für Schneeleoparden, Steinböcke, tibetische Braunbären und Wildpferde.

## Stadt und Einwohner
Die Stadt hat sich entlang der durch sie führenden Hauptstraße entwickelt. Zu beiden Seiten der Straße befindet sich der Neue Basar (Naya Basar) mit hunderten Geschäften, in denen vom Trekking-Bedarf bis zu lokalen Waren alles zu kaufen ist. Hinter dem Naya Basar liegt das Viertel mit dem älteren Purana Basar, und wenn man der Hauptstraße nach Westen folgt, gelangt man zum Poloplatz und dem daneben liegenden Kazmi Basar.
Auf den ersten Blick scheint Skardu eine entfernte, staubige Provinzstadt zu sein, doch ist sie ein bunter Schmelztiegel verschiedener Ethnien und Nationalitäten. Die überfüllten Straßen werden hauptsächlich von Balti-Tibetern bevölkert, was sich auch in den Namen widerspiegelt (d. h. Khache-drong, Khar-drong, Olding, Kushu-bagh, Pakora, Thsethang, Sher-thang, Nagholi-spang usw.). Wegen deren großen Anteils wird Skardu manchmal das kleine Tibet Pakistans genannt.
Es gibt jedoch es auch viele andere ethnische Gruppen in Skardu einschließlich Paschtunen, Panjaber, Hunzukuc und Uiguren. Seit der Gründung des Landes emigrierten verschiedene Ethnien aus allen Gebieten Pakistans in dieses Gebiet.
Alle obengenannten ethnischen Gruppen sind Moslems, auch die Balti-Tibeter, die im 16. Jahrhundert vom tibetischen Buddhismus zum Islam konvertierten. Der schiitische Islam hat in Skardu eine große Anhängerschaft.

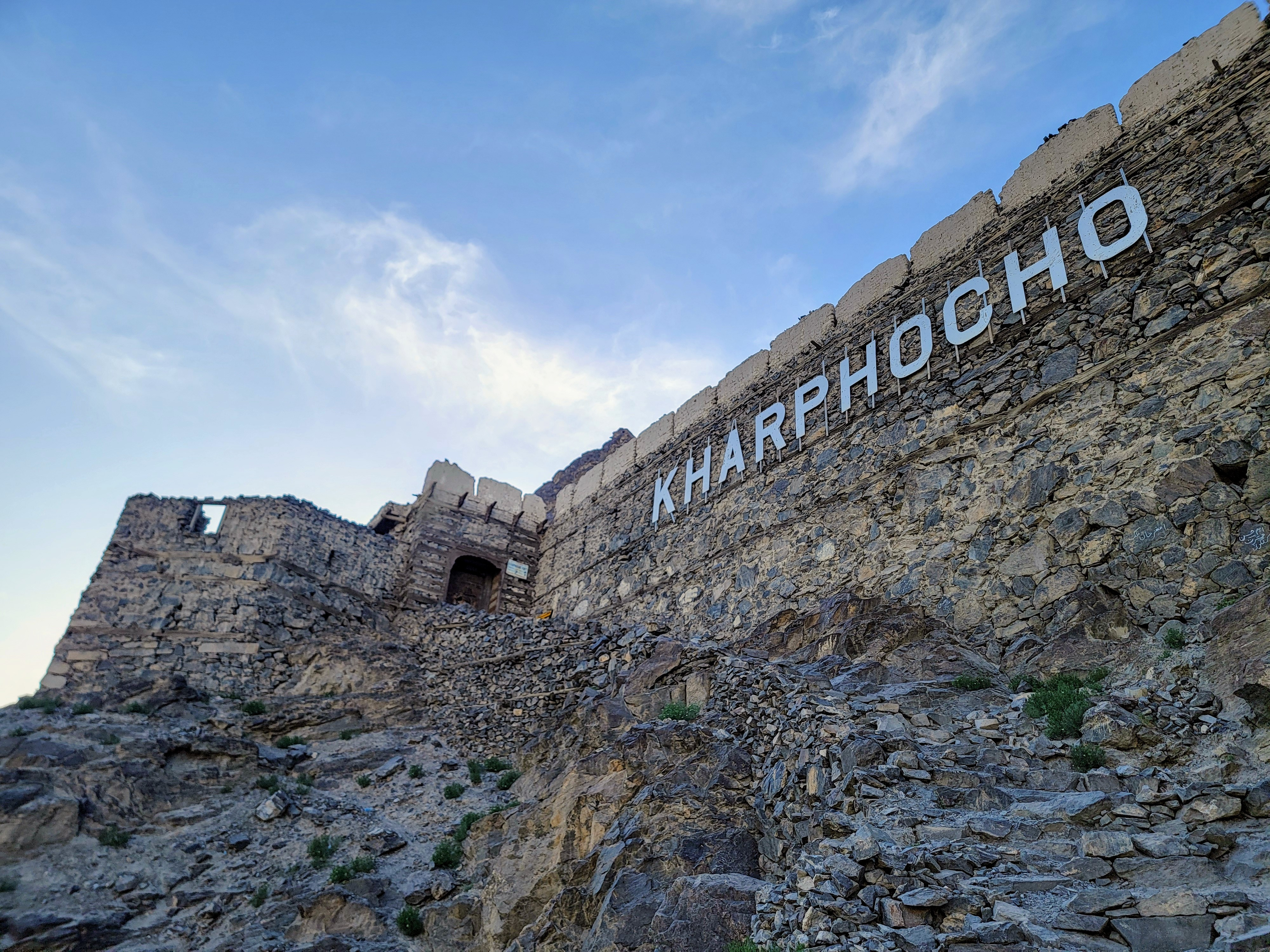
Eingang zur Ruine Kharpocho

## Wetter und Klima

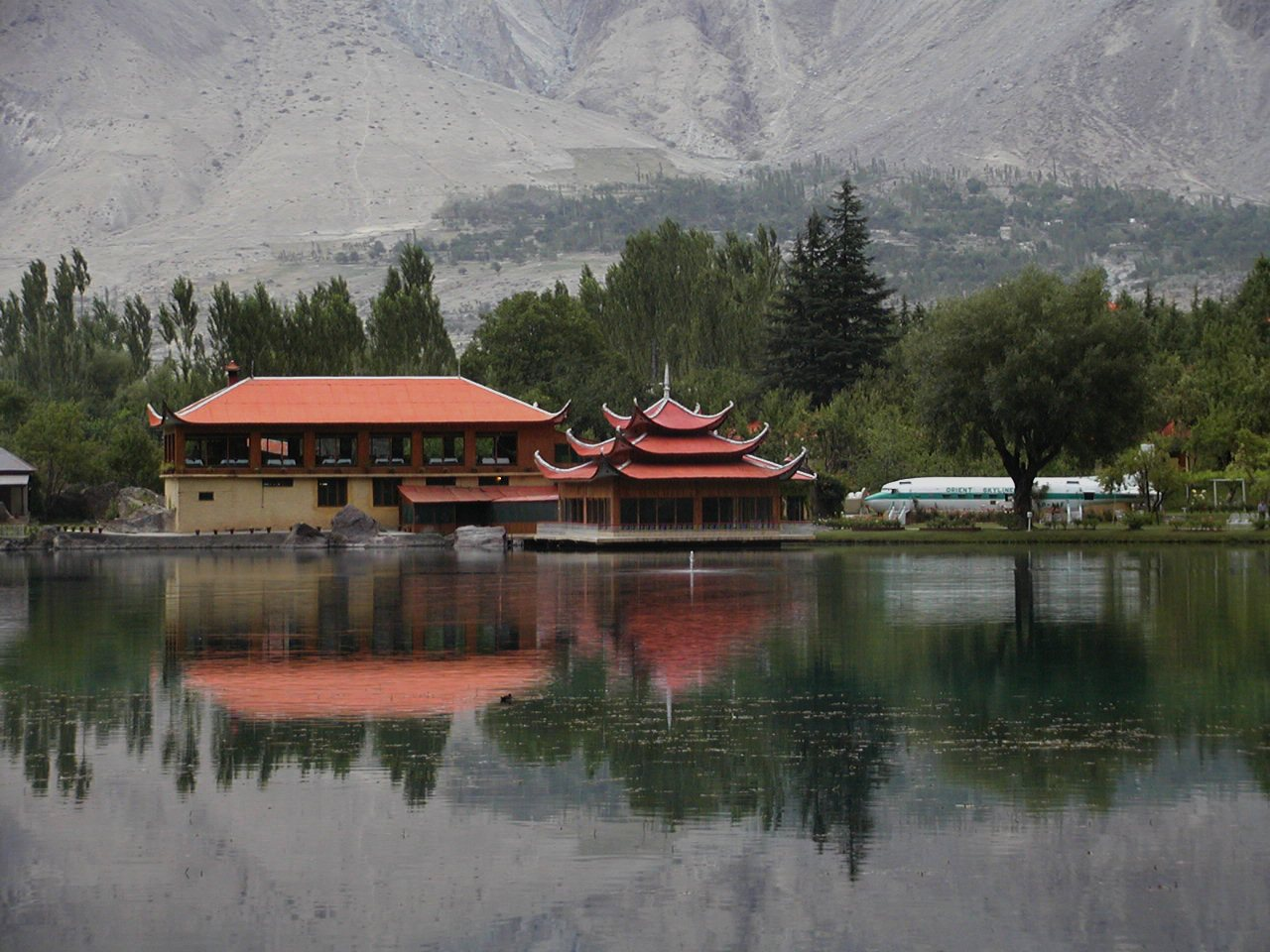
Shangrila Resort Skardu

Skardu besitzt wegen seiner Lage in den Bergen im Sommer ein gemäßigtes Klima, die im pakistanischen Tiefland übliche intensive Hitze herrscht hier nicht. Die Berge wehren auch den größten Teil des Monsuns ab, sodass die Niederschläge im Sommer ziemlich niedrig ausfallen. Jedoch bescheren die Berge der Region lange strenge Winter. Während der Hauptreisezeit von April bis Oktober fallen die Temperaturen von tagsüber bis zu 27 °C (April) auf Tageswerte nicht über 8 °C (Oktober). Im Dezember und Januar sind Temperaturen unter −10 °C normal, wobei Minimalwerte von −25 °C erreicht werden können.

## Anreise
Die normale Straßenverbindung nach Skardu verläuft über eine vom Karakorum Highway abzweigende Straße durch das Skardu-Tal. Daneben existieren auch vier oder fünf andere Straßenverbindungen nach Kaschmir und Ladakh.
Es gibt auch die Möglichkeit Skardu mit einem der täglichen Linienflüge zwischen Islamabad und dem Flughafen Skardu zu erreichen. Die hohen Kosten der Flugreise machen die Straßenverbindung zur von Einheimischen und Touristen gleichermaßen bevorzugten Option.
Während der Wintermonate ist Skardu teilweise ein paar Tage bis zu mehrere Wochen von der Außenwelt abgeschnitten, da die Straßen von Lawinen verschüttet werden. Dann stellt die Luftverbindung die einzige Möglichkeit dar, die Stadt zu erreichen.

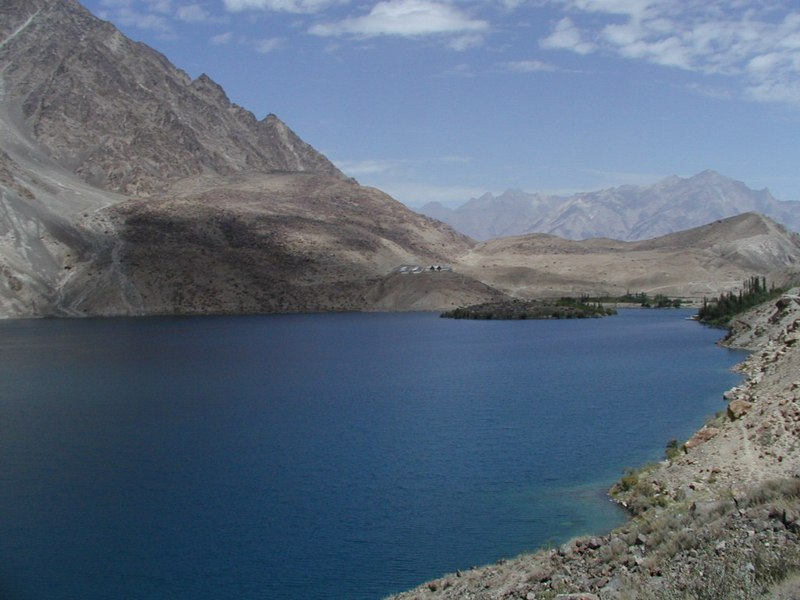
Der Satparasee 2002

## Kharpocho
Die Festungsruine Kharpocho, Kharpochhe oder Kharphocho (tibetisch mkhar po che, „Große Burg“), liegt auf der Ostflanke des Khardong-Hügels (tibetisch mkhar gdong, „Burg“) ca. 50 m über der Stadt. Sie wurde um 1600 von Ali Sher Khan, dem damaligen Herrscher der Makpon-Familie von Skardu, erbaut und enthält eine alte, weitgehend zerfallene Moschee. Von dort aus kann man die ganze Stadt und das umliegende Tal überblicken. Im 19. Jahrhundert wurde das Fort bei der Eroberung Baltistans durch die Dogra aus Jammu zerstört.

## Seen bei Skardu
Es gibt drei Seen in der Nähe von Skardu. In der Sprache der Einheimischen Balti wird ein See thso oder tso genannt.

### Kachura-Seen
Der Obere Kachura-See und der Untere Kachura-See, besser bekannt als Shangri-La-See, sind aufgrund ihrer idyllischen Lage beliebte Ausflugsziele. Am Unteren Kachura-See befindet sich das im chinesischen Stil gebaute Shangrila-Resort Skardu, ein berühmter Anlaufpunkt für Touristen.

### Satparasee
Satpara-Thso-See oder Sadpara-See ist der Hauptsee des Skardu-Tales und wichtige Wasserquelle für die Stadt. 2002 entschied die Regierung Pakistans, den See mit einem Damm zu teilen.